# لاوين
لاوين هي قرية في مقاطعة بيرانشهر، إيران. يقدر عدد سكانها بـ 353 نسمة بحسب إحصاء 2016.